# Humbercourt
Humbercourt és un municipi francès situat al departament del Somme i a la regió dels Alts de França. L'any 2007 tenia 259 habitants.

## Demografia

### Població

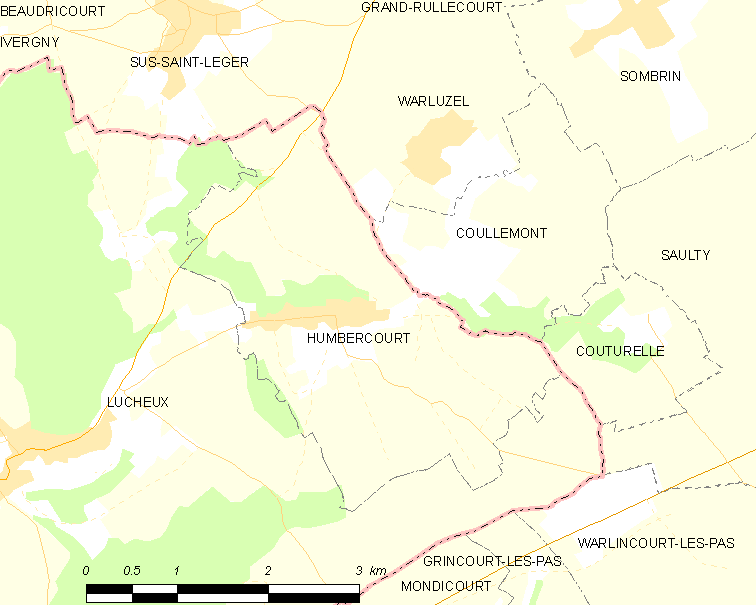
mapa del municipi

El 2007 la població de fet de Humbercourt era de 259 persones. Hi havia 106 famílies de les quals 28 eren unipersonals (12 homes vivint sols i 16 dones vivint soles), 33 parelles sense fills, 33 parelles amb fills i 12 famílies monoparentals amb fills.
La població ha evolucionat segons el següent gràfic:
Habitants censats

### Habitatges

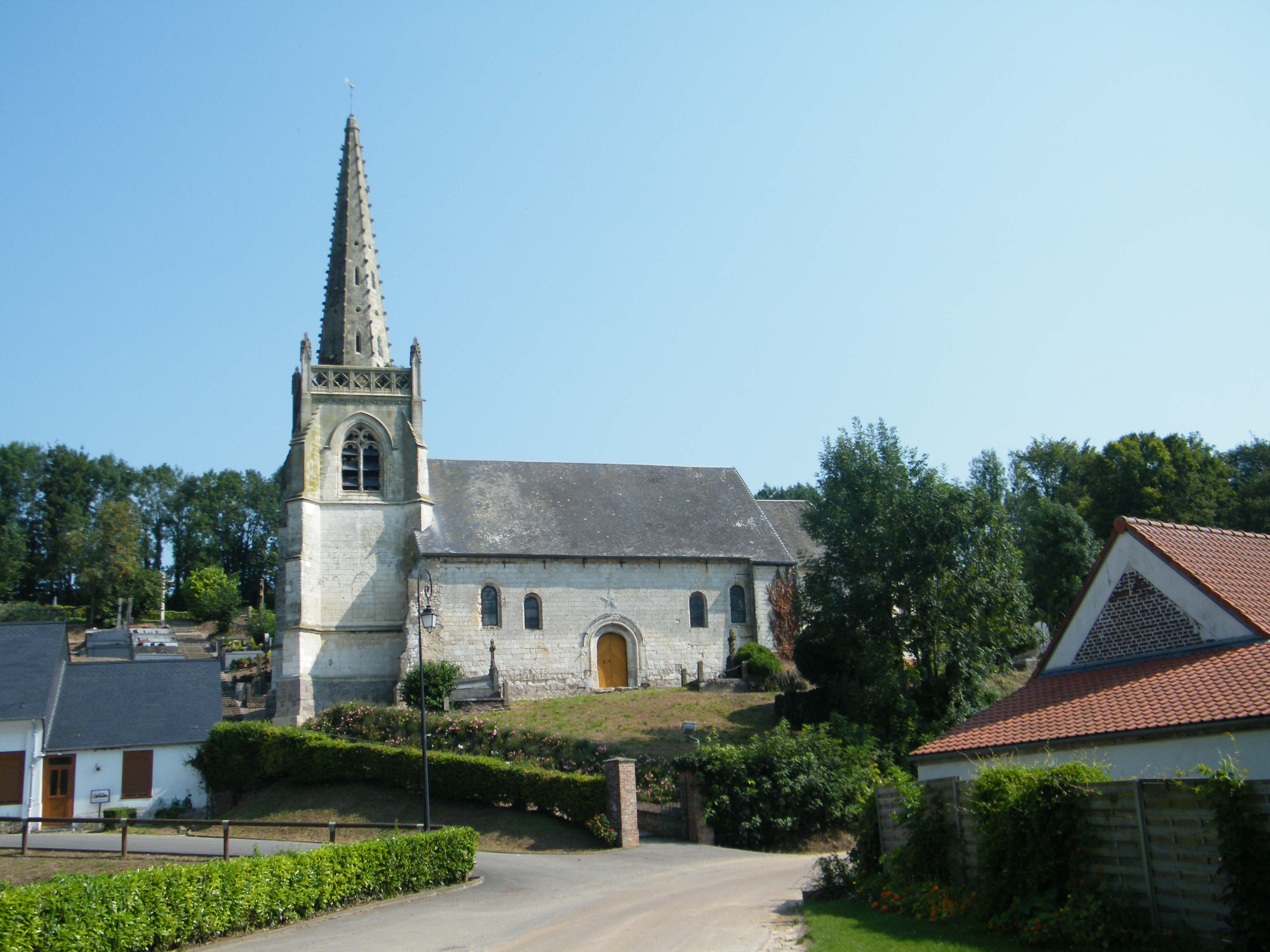
església

El 2007 hi havia 125 habitatges, 106 eren l'habitatge principal de la família, 12 eren segones residències i 7 estaven desocupats. Tots els 125 habitatges eren cases. Dels 106 habitatges principals, 87 estaven ocupats pels seus propietaris, 11 estaven llogats i ocupats pels llogaters i 7 estaven cedits a títol gratuït; 2 tenien dues cambres, 20 en tenien tres, 27 en tenien quatre i 56 en tenien cinc o més. 84 habitatges disposaven pel capbaix d'una plaça de pàrquing. A 53 habitatges hi havia un automòbil i a 35 n'hi havia dos o més.

### Piràmide de població

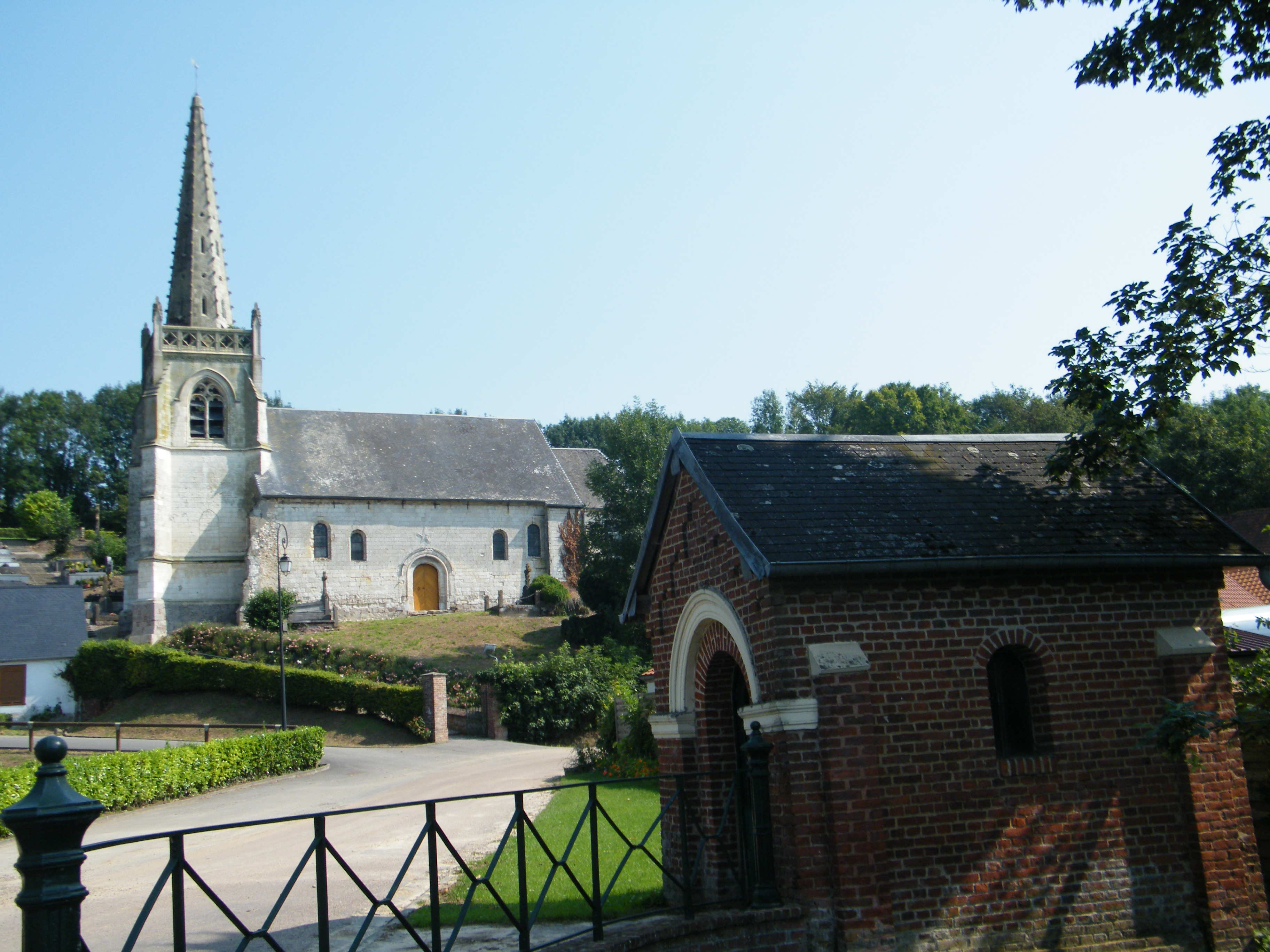

La piràmide de població per edats i sexe el 2009 era:
| Homes | Edats   | Dones |
| ----- | ------- | ----- |
| 0     | 95 o +  | 0     |
| 0     | 90 a 94 | 4     |
| 4     | 85 a 89 | 0     |
| 0     | 80 a 84 | 4     |
| 4     | 75 a 79 | 0     |
| 8     | 70 a 74 | 4     |
| 8     | 65 a 69 | 16    |
| 12    | 60 a 64 | 8     |
| 4     | 55 a 59 | 0     |
| 20    | 50 a 54 | 12    |
| 16    | 45 a 49 | 8     |
| 8     | 40 a 44 | 20    |
| 0     | 35 a 39 | 4     |
| 4     | 30 a 34 | 0     |
| 16    | 25 a 29 | 16    |
| 16    | 20 a 24 | 4     |
| 8     | 15 a 19 | 20    |
| 0     | 10 a 14 | 8     |
| 4     | 5 a 9   | 4     |
| 12    | 0 a 4   | 8     |

## Economia

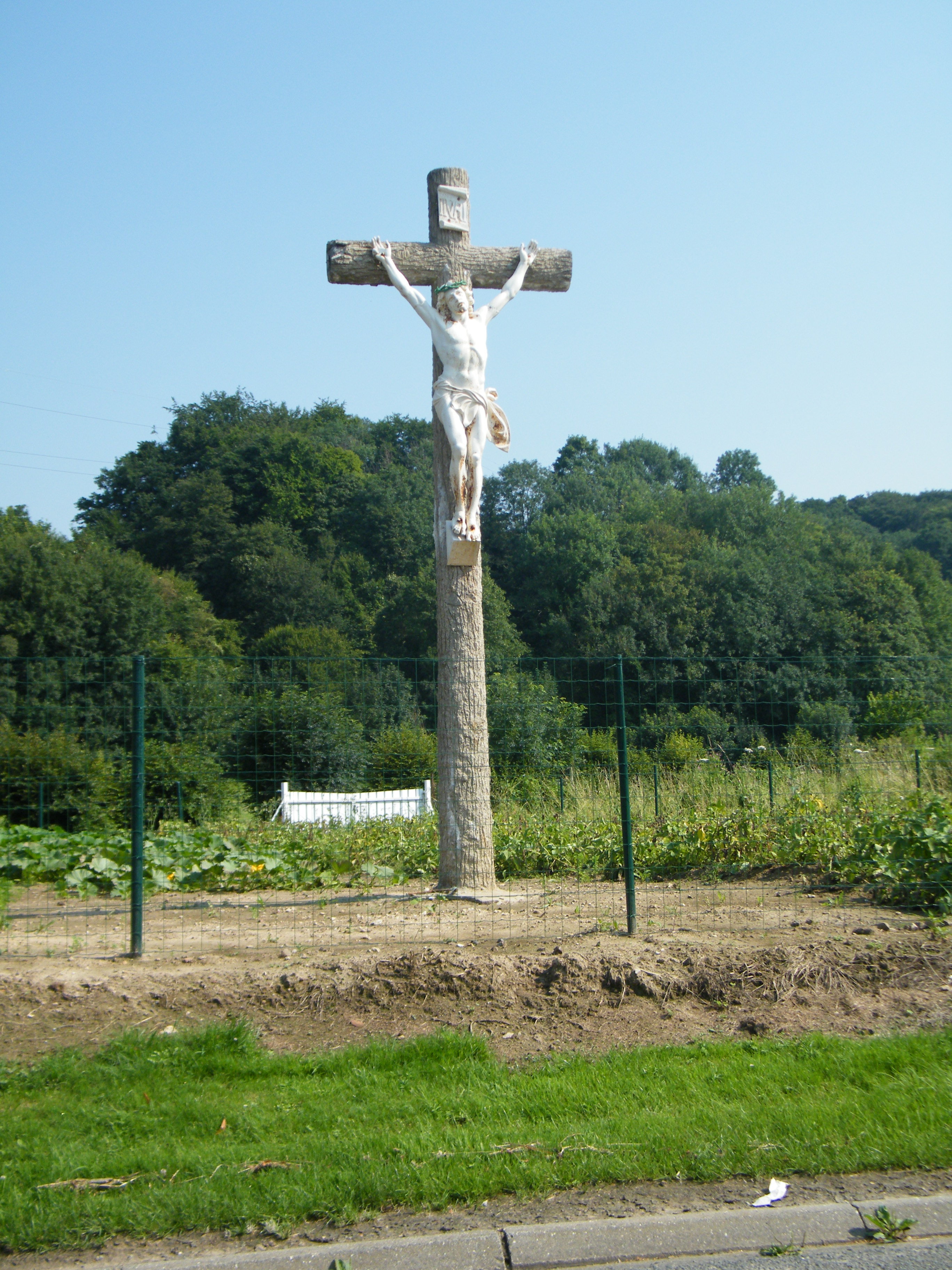

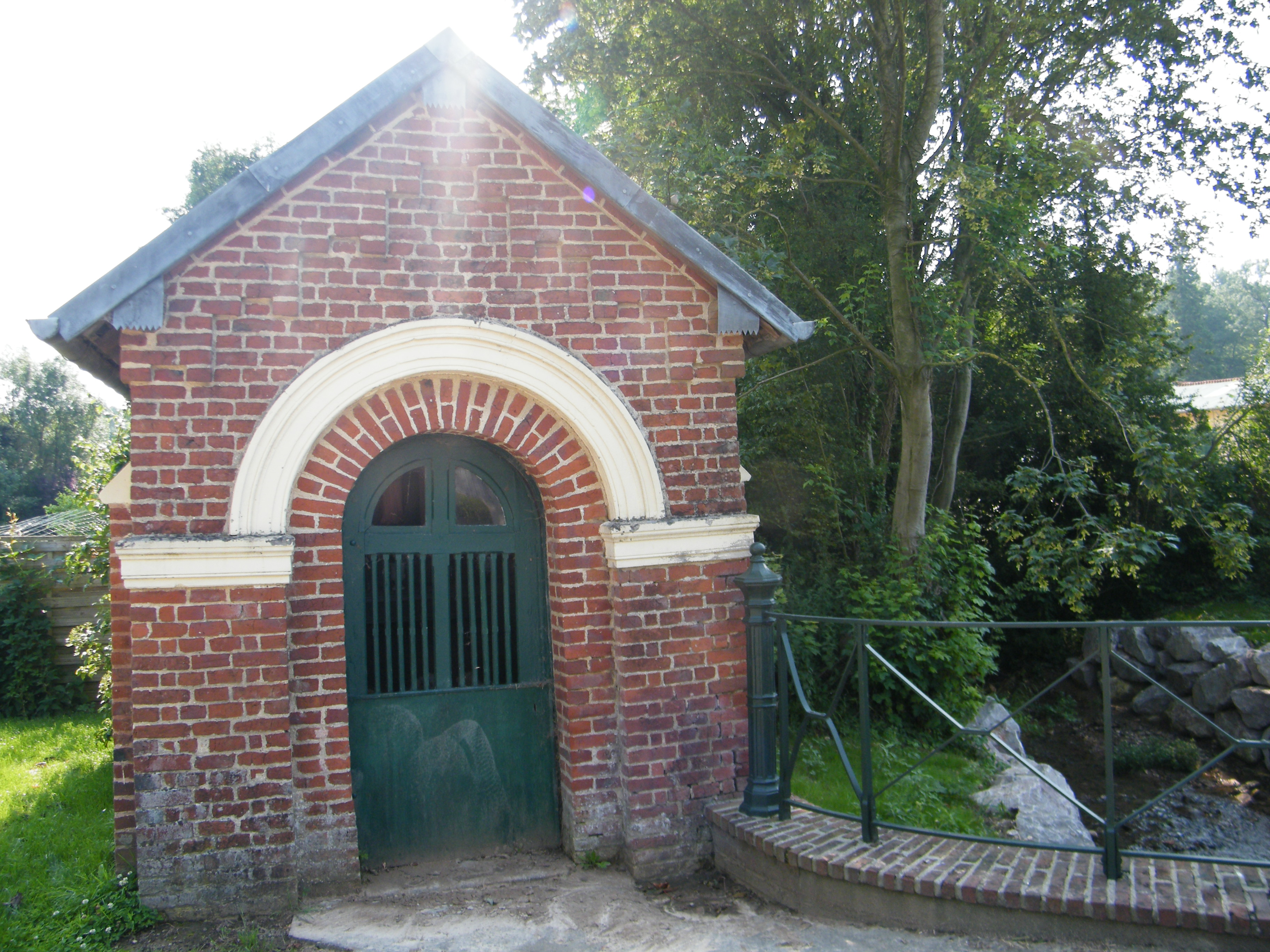

El 2007 la població en edat de treballar era de 160 persones, 111 eren actives i 49 eren inactives. De les 111 persones actives 104 estaven ocupades (65 homes i 39 dones) i 7 estaven aturades (2 homes i 5 dones). De les 49 persones inactives 14 estaven jubilades, 17 estaven estudiant i 18 estaven classificades com a «altres inactius».

### Ingressos
El 2009 a Humbercourt hi havia 102 unitats fiscals que integraven 265 persones, la mediana anual d'ingressos fiscals per persona era de 14.663 €.

### Activitats econòmiques
Dels 6 establiments que hi havia el 2007, 2 eren d'empreses extractives, 2 d'empreses de construcció, 1 d'una empresa de comerç i reparació d'automòbils i 1 d'una entitat de l'administració pública.
Els 2 serveis als particulars que hi havia el 2009 eren lampisteries.
L'any 2000 a Humbercourt hi havia 19 explotacions agrícoles que ocupaven un total de 792 hectàrees.

## Equipaments sanitaris i escolars
El 2009 hi havia una escola elemental integrada dins d'un grup escolar amb les comunes properes formant una escola dispersa.

## Poblacions més properes
El següent diagrama mostra les poblacions més properes.